# ダリル・インピー
ダリル・インピー（Daryl Impey、1984年12月6日 - ）は、南アフリカ共和国、ヨハネスブルグ出身の自転車競技（ロードレース）選手。2021年、イスラエル・スタートアップネイションへ移籍する。

## 経歴
2008年、バルロワールドに移籍。
2009年、ツアー・オブ・ターキー 総合優勝の際、第4ステージ（当人が勝利）で、ゴール直前のスプリント争いの際、テオ・ボスにジャージを鷲掴みにされた挙句、双方転倒の憂き目に遭った。
2010年、チーム・レディオシャックに移籍。
2011年、当初はペガサス・スポーツに移籍が決まっていたものの、2010年12月21日、国際自転車競技連合(UCI)からプロフェッショナルコンチネンタルチームのライセンスを取り消されたことから、チーム解散が決定。急遽、とりあえず自国チームのMTN・クベカに移籍した後、同年8月、チーム・ネットアップに移籍した。
2012年、グリーンエッジに移籍。
2017年、ボルタ・シクリスタ・ア・カタルーニャ第6ステージにて絶好調のアレハンドロ・バルベルデとのスプリントを制し、優勝。
2018年、ツアー・ダウンアンダーにて、第2、4、5ステージで2位を獲得し、合計18秒のボーナスタイムを獲得。第5ステージでリッチー・ポートにフィニッシュでの8秒差とボーナスタイムの合計で18秒差を詰められたが、ステージ順位の合計の少ないインピーに南アフリカ初の当レース総合優勝が決まった。

## 主な戦績

### 2003年
- 南アフリカ共和国選手権 U23部門　優勝（個人ロードレース）

### 2007年
- アフリカ競技大会 優勝（個人ロードレース）

### 2008年
- ヘラルド・サン・ツアー 区間優勝(第6ステージ)

### 2009年
- ツアー・オブ・ターキー　総合優勝

### 2011年
- 南アフリカ共和国選手権　優勝（個人タイムトライアル）

### 2012年
- バスク一周　区間優勝（第2ステージ）
- ツアー・オブ・スロベニア 区間優勝(第2ステージ)

### 2013年
- 南アフリカ共和国選手権　優勝（個人タイムトライアル）
- ブエルタ・ア・ラ・リオハ 5位
- バスク一周 区間優勝(第2ステージ)
- バイエルン一周 区間優勝(第2ステージ)・総合11位

### 2014年
- 南アフリカ共和国選手権　優勝（個人タイムトライアル）、2位（個人ロードレース）
- バイエルン一周　区間優勝(第3ステージ)
- ツアー・オブ・アルバータ　総合優勝、区間優勝（第5ステージ）

### 2015年
- ツアー・ダウンアンダー　ポイント賞
- 南アフリカ共和国選手権　優勝（個人タイムトライアル）、2位（個人ロードレース）
- ブエルタ・ア・ラ・リオハ　2位

### 2016年
- 南アフリカ共和国選手権　優勝（個人タイムトライアル）

### 2017年
- 南アフリカ共和国選手権　優勝（個人タイムトライアル）
- ボルタ・シクリスタ・ア・カタルーニャ　区間優勝（第6ステージ）

### 2018年
- ツアー・ダウンアンダー　総合優勝
- カデル・エヴァンス・グレートオーシャン・ロードレース　3位
- 南アフリカ共和国選手権　優勝（ロードレース、個人タイムトライアル）
- クリテリウム・デュ・ドーフィネ　 ポイント賞（第1ステージ優勝）

### 2019年
- ツアー・ダウンアンダー　総合優勝（第4ステージ優勝）
- カデル・エヴァンス・グレートオーシャン・ロードレース　3位
- 南アフリカ共和国選手権　優勝（ロードレース、個人タイムトライアル）
- ツール・ド・フランス 区間優勝（第9ステージ）
- チェコサイクリングツアー（英語版）  総合優勝、 ポイント賞

### 2020年
- 南アフリカ共和国選手権　優勝（個人タイムトライアル）

### 2022年
- ツール・ド・スイス 区間優勝（第4ステージ）